# Зимбабве на Светском првенству у атлетици на отвореном 2023.
Зимбабве је учествовао на на 19. Светском првенству у атлетици на отвореном 2023. одржаном у Будимпешти од 19. до 27. августа деветнаести пут, односно учествовао је на свим првенствима до данас. Репрезентацију Зимбабвеа представљала су 4 атлетичара  (3 мушкарца и 1 жена) који су се такмичили у 2 дисциплине (2 мушке и 1 женска). , 
На овом првенству такмичари Зимбабвеа нису освојили ниједну медаљу нити су остварили неки резултат.

## Учесници
| Мушкарци: - Тапиванаше Макараву — Трка на 200 метара - Исак Мпофу — Маратон - Ngonidzashe Ncube — Маратон | Жене: - Fortunate Chidzivo — Маратон |

## Резултати

### Мушкарци
| Атлетичар           | Дисциплина | Лични рекорд | Квалификације | Квалификације | Полуфинале           | Полуфинале           | Финале               | Финале       | Детаљи |
| Атлетичар           | Дисциплина | Лични рекорд | Резултат      | Место         | Резултат             | Место                | Резултат             | Место        | Детаљи |
| ------------------- | ---------- | ------------ | ------------- | ------------- | -------------------- | -------------------- | -------------------- | ------------ | ------ |
| Тапиванаше Макараву | 200 м      | 20,10 НР     | 20,64         | 4. у гр. 2    | Није се квалификовао | Није се квалификовао | Није се квалификовао | 30 / 54 (57) |        |
| Исак Мпофу          | Маратон    | 2:06:48      |               |               |                      |                      | 2:11:33 ЛРС          | 16 / 60 (85) |        |
| Ngonidzashe Ncube   | Маратон    | 2:11:46      | 2:17:02 ЛРС   | 37 / 60 (85)  |                      |                      |                      |              |        |

### Жене
| Атлетичарка        | Дисциплина | Лични рекорд | Квалификације | Квалификације | Полуфинале | Полуфинале | Финале   | Финале       | Детаљи |
| Атлетичарка        | Дисциплина | Лични рекорд | Резултат      | Место         | Резултат   | Место      | Резултат | Место        | Детаљи |
| ------------------ | ---------- | ------------ | ------------- | ------------- | ---------- | ---------- | -------- | ------------ | ------ |
| Fortunate Chidzivo | Маратон    | 2:06:48      |               |               |            |            | 2:35:05  | 55 / 65 (78) |        |